# Taractrocera flavoides
Taractrocera ﬂavoides là một loài bướm ngày thuộc họ Hesperiidae. Nó là loài duy nhất được tìm thấy ở Chinese provinces of Sechuan (and neighbouring Tây Tạng) và Vân Nam.